# Artachis
Artachis (* vor 552; † im 6. Jahrhundert oder 7. Jahrhundert) war ein ostgotisch-altthüringischer Adliger und ein Nachkomme des Königgeschlechts der Thüringer. Er war Sohn des thüringischen Prinzen Amalafrid, des Sohnes von Herminafried und der ostgotischen Amalaberga, einer Nichte Theoderich des Großen.
Radegunde von Thüringen, Frau des Merowingerkönig Chlothar I. und Tochter von Herminafrieds Bruder Berthachar, war Artachis seine Tante. Über seine andere Tante, die Schwester seines Vaters, war er der Neffe des Langobardenkönigs Audoin.
Sein Vater Amalafrid floh nach dem Untergang des Königreichs der Thüringer im Jahr 531 n. Chr. zusammen mit seiner Mutter Amalaberga in das Ostgotenreich zu Theodahad nach Ravenna. Nach der Einnahme Ravennas durch oströmische Truppen Belisars im Jahr 540 kamen sie im Gefolge des oströmischen Heermeisters nach Konstantinopel.

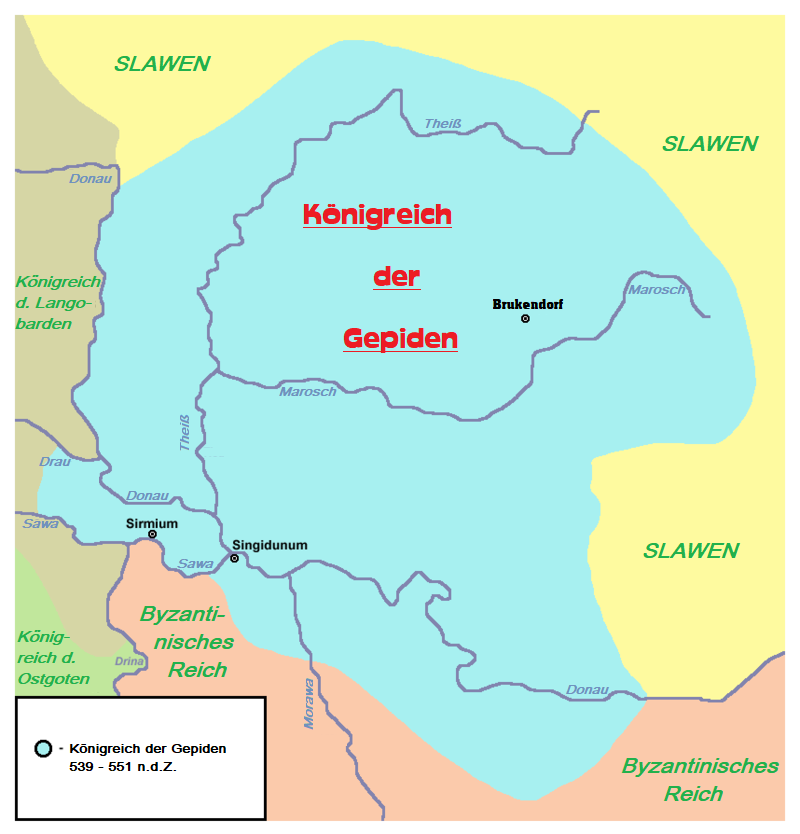
Das Langobardische Reich Audoins im 6. Jahrhundert an der mittleren Donau, an das Gepidenreich angrenzend

Artachis sein Vater stieg im byzantinischen Militär von Kaiser Justinian I. um das Jahr 550 selbst bis zum magister militum auf. Während des langobardisch-gepidischen Krieges im Jahr 552 wurde Amalafrid als oströmischer Heermeister mit Hilfstruppen zu den Langobarden in König Audoins Krieg gegen die Gepiden geschickt.
Nur aus einer Rückantwort des Briefes An Amalafrid der Heiligen Radegunde geht hervor, dass Amalafrid in Audoins Gepidenkrieg gefallen ist und einen Sohn namens Artachis hinterließ.
Mütterlichseits ein Amaler, wuchs Artachis wohl im Byzantinischen Reich zur Zeit der Regentschaft des Kaisers Justinian (527–565) an dessen Hof in Konstantinopel auf.